# Gudaf Tsegay
Gudaf Tsegay Desta (Macallè, 23 gennaio 1997) è una mezzofondista etiope.

## Carriera
Oltre a un terzo posto nei 1500 metri piani ai mondiali indoor di Portland 2016, Tsegay si fa notare ai mondiali di Doha del 2019, dove vince la medaglia di bronzo nei 1500 metri piani con il suo personale di 3'54"38.
Nel 2021, partecipa ai giochi olimpici di Tokyo, dove gareggia nei 5000 metri piani: dopo aver vinto la sua batteria, l'etiope riesce ad aggiudicarsi la medaglia di bronzo con il tempo di 14'38"87, giungendo alle spalle di Sifan Hassan e di Hellen Obiri.
Nel 2022, Tsegay porta a casa altre due medaglie mondiali a Eugene: nei 1500 metri piani, vince l'argento con un tempo di 3'54"52, piazzandosi dietro a Faith Kipyegon; nei 5000 metri piani, invece, riesce a conquistare il suo primo titolo iridato, battendo di pochi centesimi Beatrice Chebet.
Nel 2023, ai mondiali di Budapest, l'etiope vince la sua prima medaglia in gara internazionale nei 10000 metri piani, aggiudicandosi il titolo nella specialità con il tempo di 31'27"18 e precedendo sul podio le due connazionali Gidey e Taye. Tsegay è la prima atleta a fare "doppietta" nei 5000 metri e 10000 metri piani a livello mondiale da quando ci riuscì Almaz Ayana tra il 2015 e il 2017. Durante le finali di Diamond League di Eugene ottiene nei 5000 metri il record mondiale mancando per pochi centesimi la possibilità di diventare la prima donna a battere il muro dei 14 minuti nella specialità.

## Palmarès
| Anno | Manifestazione  | Sede           | Evento        | Risultato  | Prestazione | Note                                     |
| ---- | --------------- | -------------- | ------------- | ---------- | ----------- | ---------------------------------------- |
| 2014 | Mondiali indoor | Sopot          | 1500 m piani  | Batteria   | 4'11"83     |                                          |
| 2014 | Mondiali U20    | Eugene         | 1500 m piani  | Argento    | 4'10"83     |                                          |
| 2016 | Mondiali indoor | Portland       | 1500 m piani  | Bronzo     | 4'05"71     |                                          |
| 2016 | Giochi olimpici | Rio de Janeiro | 800 m piani   | Batteria   | 2'00"13     |                                          |
| 2017 | Mondiali        | Londra         | 1500 m piani  | Semifinale | 4'22"01     |                                          |
| 2019 | Mondiali        | Doha           | 1500 m piani  | Bronzo     | 3'54"38     | Miglior prestazione personale            |
| 2021 | Giochi olimpici | Tokyo          | 5000 m piani  | Bronzo     | 14'38"87    |                                          |
| 2022 | Mondiali indoor | Belgrado       | 1500 m piani  | Oro        | 3'57"19     | Record dei campionati                    |
| 2022 | Mondiali        | Eugene         | 1500 m piani  | Argento    | 3'54"52     |                                          |
| 2022 | Mondiali        | Eugene         | 5000 m piani  | Oro        | 14'46"29    |                                          |
| 2023 | Mondiali        | Budapest       | 5000 m piani  | 13ª        | 15'01"13    |                                          |
| 2023 | Mondiali        | Budapest       | 10000 m piani | Oro        | 31'27"18    |                                          |
| 2024 | Mondiali indoor | Glasgow        | 3000 m piani  | Argento    | 8'21"13     |                                          |
| 2024 | Giochi olimpici | Parigi         | 1500 m piani  | 12ª        | 4'01"27     |                                          |
| 2024 | Giochi olimpici | Parigi         | 5000 m piani  | 9ª         | 14'45"21    | Miglior prestazione personale stagionale |
| 2024 | Giochi olimpici | Parigi         | 10000 m piani | 6ª         | 30'45"21    |                                          |
| 2025 | Mondiali indoor | Nanchino       | 1500 m piani  | Oro        | 3'54"96     | Record dei campionati                    |

## Campionati nazionali
2021
- Oro ai campionati etiopi, 5000 m piani - 14'49"7

## Altre competizioni internazionali
2016
- Bronzo al Prefontaine Classic ( Eugene), 1500 m piani - 4'00"18
- Bronzo al Bauhaus-Galan ( Stoccolma), 1500 m piani - 4'04"37

2018
- Oro al Bauhaus-Galan ( Stoccolma), 1500 m piani - 3'57"64
- Argento al Birmingham Grand Prix ( Birmingham), 1500 m piani - 4'01"03
- Oro al Meeting de Atletismo Madrid ( Madrid), 1500 m piani - 3'59"60

2019
- Argento allo Shanghai Golden Grand Prix ( Shanghai), 1500 m piani - 4'01"25
- Bronzo al Golden Gala Pietro Mennea ( Roma), 1500 m piani - 3'59"96
- Bronzo al Meeting international Mohammed VI d'athlétisme ( Rabat), 1500 m piani - 3'57"40
- Oro al Golden Spike Ostrava ( Ostrava), 1500 m piani - 4'02"95

2020
- Vincitrice del World Indoor Tour nella specialità dei 1500 m piani

2022
- Vincitrice del World Indoor Tour nella specialità dei 1500 m piani
- Argento al Prefontaine Classic ( Eugene), 1500 m piani - 3'54"21
- Argento ai Bislett Games ( Oslo), 5000 m piani - 14'26"69

2023
- Oro ai London Anniversary Games ( Londra), 5000 m piani - 14'12"29
- Oro al Meeting international Mohammed VI d'athlétisme de Rabat ( Rabat), 1500 m piani - 3'54"03
- Oro al Prefontaine Classic ( Eugene), 5000 m piani - 14'00"21
- Vincitrice della Diamond League nella specialità dei 5000 m piani

2024
- Argento al Prefontaine Classic ( Eugene), 10000 m piani - 29'05"92
- Oro alla Xiamen Diamond League ( Xiamen), 1500 m piani - 3'50"30

2025
- Argento alla Xiamen Diamond League ( Xiamen), 5000 m piani - 14'28"18
- Bronzo al Prefontaine Classic ( Eugene), 5000 m piani - 14'04"41
- Oro al London Athletics Meet ( Londra), miglio - 4'11"88
- Oro al Kamila Skolimowska Memorial ( Chorzów), 1500 m piani - 3'50"62